# Еврідіка
Еврідіка (дав.-гр. Εὐρυδίκη) — персонаж давньогрецької міфології, німфа та дружина Орфея, яку він намагався повернути з мертвих своєю музикою.
Згідно з деякими міфами, вона була німфою-дріадою, а за іншими була богинею природи (також, за деякими даними, дочкою Аполлона).
Померла від укусу змії в п'яту. За версією, її переслідував закоханий Арістей, і вона наступила на змію.
Виведена Орфеєм з Аїда, вона була змушена повернутися туди знову, оскільки Орфей на півдорозі, порушивши домовленість із Персефоною, озирнувся, чи йде за ним Еврідіка.

## Образ Еврідіки у мистецтві
- Опера «Еврідіка» Якопо Пері (1600)
- Опера «Орфей» (К. Монтеверді, 1607)
- Опера «Орфей та Еврідіка» (К. В. Глюк, 1762)
- Оперета «Орфей в пеклі» (Ж. Оффенбах, 1858)
- Зонг-опера «Орфей та Еврідіка» (А. Журбін, 1975)
- П'єса «Еврідіка» (Жан Ануй) 1942
- П'єса «Пацавата Історія» (Лесь Подерв'янський, Відео на YouTube)